# Desert Breath
Desert Breath é uma instalação no deserto do Egipto, perto de Hurghada, e perto da costa do mar Vermelho. É uma obra de arte de grande dimensão, que consiste em vários montículos de areia dispostos em dupla espiral.
Foi criada pelo grupo D.A.ST. Arteam, um coletivo de três artistas gregas - Danae Stratou, escultora, Alexandra Stratou, designer industrial, e Stella Constantinides, arquiteta. A obra, terminada em 7 de março de 1997, cobre uma área de 100 000 m2 e está junto a uma estrada. Contam-se 89 cones proeminentes de dimensão gradualmente maior à medida que se afastam do centro das espirais, e outros 89 cones invertidos. A areia retirada dos cones invertidos foi usada para construir os cones salientes, o que implicou a movimentação de 7900 m3 de areia. No centro da obra está uma superfície de água que forma uma piscina circular com 30 m de diâmetro. A obra está sujeita à erosão natural e acabará por ser erodida, voltando a ser planície desértica. É observável em imagens de satélite, por exemplo no programa Google Earth.

## Intenções do Projeto
Os artistas afirmaram que o projeto visava sugerir uma experiência de infinito tendo a paisagem do deserto como enquadramento. Mesmo estando em processo de erosão lenta e contínua, a obra Desert Breath ainda é visível. Embora sofra desgaste, a instalação tem sido vista como instrumento de medição do tempo.